# Czernica (województwo pomorskie)
Czernica (dodatkowa nazwa w j. kaszub. Czerznica, niem. Czernitza) – wieś kaszubska w Polsce położona w województwie pomorskim, w powiecie chojnickim, w gminie Brusy na wschodnim krańcu Zaborskiego Parku Krajobrazowego nad jeziorem Kosobudno. Wieś wchodzi w skład sołectwa Męcikał.
We wsi znajduje się młyn z 1903 r.
W latach 1975–1998 miejscowość administracyjnie należała do województwa bydgoskiego.